# Ennio Tardini Stadion
Az Ennio Tardini Stadion (olaszul: Stadio Ennio Tardini) olasz labdarúgó-stadion Parmában. A városközponttól mindössze egy kilométerre található aréna Olaszország egyik legrégibb stadionja.

## A stadionról
1923-ban építette Ennio Tardini, aki nagy elkötelezettje volt a sportnak. Eredeti neve Stadio Comunale volt, Tardini halála után keresztelték át mai nevére. Az 1990-es évekig semmilyen fejlesztést nem kívánt meg a stadion, mivel jelentős sporteseményt nem rendeztek itt. 1990-ben a Parma FC feljutott a Serie A-ba. Ekkor a befogadóképessége a létesítménynek 13 500 fő körüli volt. Az első osztályban a követelmény viszont egy minimum 30 ezer férőhelyes stadion. Eleinte egy új létesítmény megépítését tervezték, de ezt elvetették és úgy döntöttek, hogy felújítják a már meglévő stadiont. Az 1990 és 1993 között történt bővítését követően befogadó képessége 27 906 fősre nőtt.
A legrégebbi stadionok közé tartozik, úgy mint a genovai Luigi Ferraris Stadion (1911) és a pisai Arena Garibaldi (1919).